# Straßenbahn Ussolje-Sibirskoje
Die Straßenbahn Ussolje-Sibirskoje ist ein breitspuriger Straßenbahnbetrieb in der ostsibirischen Stadt Ussolje-Sibirskoje.
Der Bau der Bahn begann im Jahr 1963 und wurde von dem in der Stadt ansässigen Salzkombinat durchgeführt. Die Eröffnung fand am 26. Februar 1967 statt. 1986 übernahm die Stadt den Betrieb auf dem inzwischen auf insgesamt 32,5 Kilometer ausgebauten  Netz und den darauf verkehrenden vier Linien. 
Die Fahrten der Linie 1 und 2 werden zwischen 5:00 und 23:00 durchgeführt. Die Linie 3 verstärkt die Linie 2 in der Hauptverkehrszeit. Es wurde eine Verlängerung der Linien 2 und 3 bis zum Bahnhof der Stadt gebaut. Am 1. Oktober 2010 wurde die neue Strecke zum Bahnhof eröffnet.
Auf dem Netz werden 45 KTM-5 aus den Jahren 1980–1991, ein KTM-8 aus dem Jahr 1993, ein KTM-8M aus dem Jahr 1999 und zwei KTM-19 aus dem Jahr 2006 eingesetzt. Zudem gibt es zwölf Arbeitsfahrzeuge.

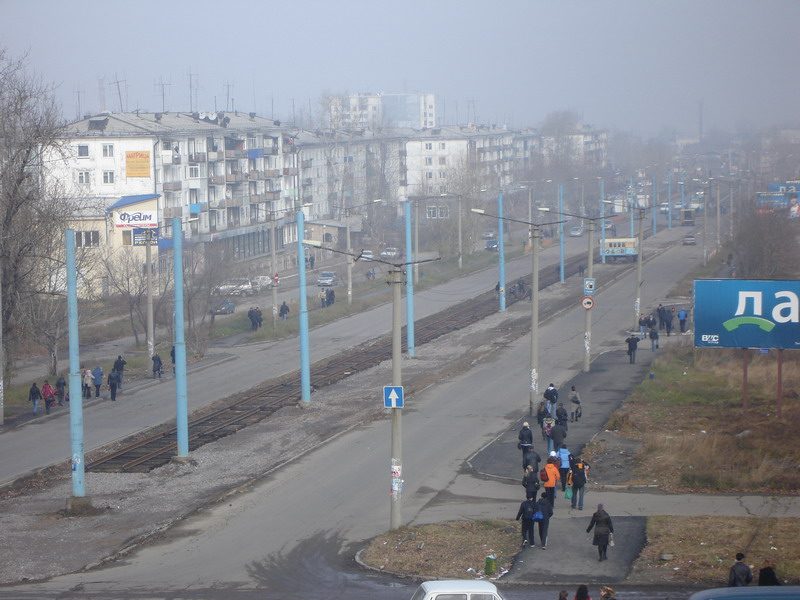
Eine sich im Bau befindende Straßenbahnstrecke in Ussolje-Sibirskoje